# Enantia melite
Enantia melite es una especie de mariposa, de la familia de las piérides, que fue descrita originalmente con el nombre de Papilio melite, por Linnaeus, en 1763, a partir de ejemplares procedentes de "Indiis".

## Distribución
Enantia melite está distribuida entre las regiones Neotropical y Neártica y ha sido reportada en 12 países.

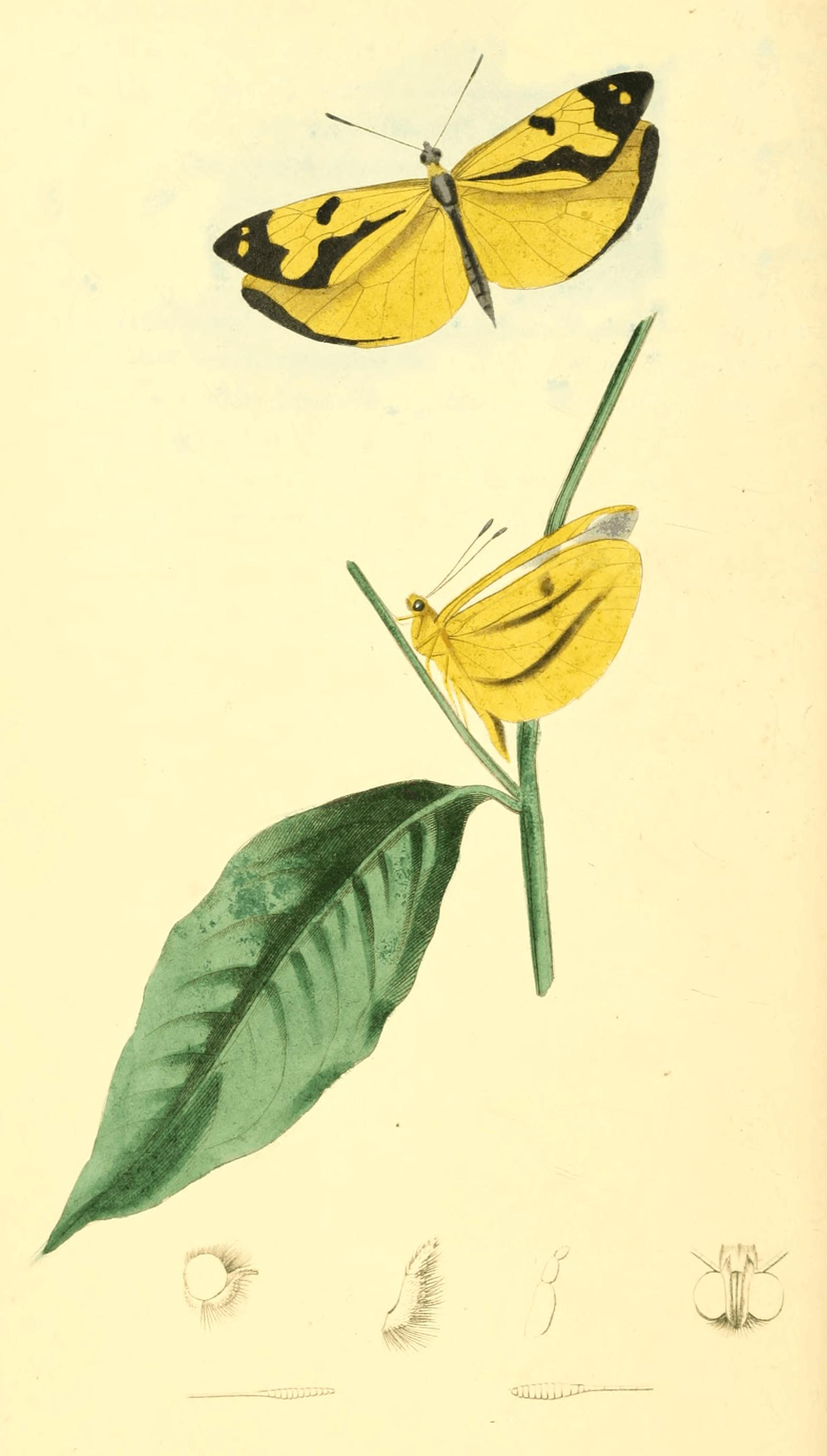
Ilustración original de la obra de Swainson, dónde se menciona por primera vez el nombre Pieridae para una familia de mariposas. En la lámina: Enantia melite, subfamilia Dismorphiinae.